# Mariposa de barrio
Jenni Rivera: Mariposa de barrio, la serie, o simplemente Mariposa de barrio, es una serie de televisión biográfica producida por Telemundo Studios para Telemundo, basada en el libro Inquebrantable: Mi historia, a mi manera, escrita por Jenni Rivera antes de su muerte en 2012, y publicada en 2013 con autorización de la familia Rivera.
Está protagonizada por Angélica Celaya, Gabriel Porras, Rosalinda Rodríguez y Samadhi Zendejas, junto a un reparto coral.

## Reparto
- Angélica Celaya como Jenni Rivera
- Gabriel Porras como Don Pedro Rivera
- Rosalinda Rodríguez como Doña Rosa Saavedra de Rivera
- Samadhi Zendejas como Jenni Rivera
- Tony Garza como José "Trino" Trinidad Marín
- Regina Orquín como Jenni Rivera (joven)
- Enrique Montaño como Pete Rivera Saavedra
- Adrián Carvajal como Pete Rivera Saavedra
- Adriano Zendejas como Gustavo Rivera Saavedra
- Enmanuel Morales como Gustavo Rivera Saavedra
- Xavier Ruvalcaba como Lupillo Rivera
- Raúl Sandoval como Lupillo Rivera
- Mauricio Novoa como Juan Rivera
- Uriel del Toro como Juan Rivera
- Vanessa Pose como Chiquis Rivera
- Ana Wolfermann como Rosie Rivera
- Stephanie Arcila como Rosie Rivera
- Karla Peniche como Brenda Martínez
- Carlos Acosta-Milian como Mafioso de El Farallón
- Alma Matrecito como Jackie Melina Marín Rivera
- Pepe Gámez como Juan Manuel López
- Christopher Millán como Fernando Ramírez
- Ricardo Kleinbaum como Esteban Loaiza Vega
- Julio César Otero como Mikey Marín Rivera
- Gabriela Sepúlveda como Jenicka López Rivera
- Gael Sánchez como Jhonny Ángel López Rivera
- Yrahid Leylanni como Fabiola Llerandi
- Julio Ocampo como Pedro Rivera
- Adriana Bermúdez como Rosa Rivera
- Braulio Hernández como Pedro Rivera Saavedra
- Noah Rico como Lupillo Rivera
- Nicholas Forero como Lupillo Rivera
- Martín Fajardo como Juan Rivera
- Kevin Cabrera como Juan Rivera
- Mauricio Novoa como Juan Rivera
- Orlyana Rondón como Rosie Rivera
- Luz de Sol Padula como Rosie Rivera
- Ana Wolfermann como Rosie Rivera
- Maya Idarraga como Chiquis Rivera
- Paola Real como Chiquis Rivera
- Dariana Fustes como Chiquis Rivera
- Fabiana Lion como Jackie Melina Marín Rivera
- Samantha López como Jackie Melina Marín Rivera
- David Hernández como Trino Marín Rivera
- Miguel Cubillos como Trino Marín Rivera
- Christian Alfonso como Trino Marín Rivera
- Isabela Hernández como Jenicka López Rivera
- Giana Deftereos como Jenicka López Rivera
- Daniel García como Jhonny Ángel López Rivera
- Thamara Aguilar como Ramona Suárez
- Gabriel López como Carlos
- Gabriela Borges como Patty
- Eduardo Antonio como Jaime Terriquez